# Muse
Muse är en engelsk rockgrupp som bildades 1994 i Teignmouth, Devon. Bandet består av Matthew Bellamy (sång, gitarr, piano), Christopher Wolstenholme (sång, bakgrundssång och basgitarr) och Dominic Howard (trummor). Muse är framför allt kända för sina spektakulära livespelningar och sin kombination av omaka genrer, såsom klassisk musik, electronica, hårdrock och R&B. Några av deras mest kända låtar är Starlight, Hysteria, Uprising, Psycho, Supermassive Black hole, Bliss och Undisclosed Desires.

## Historia
Bellamy, Wolstenholme och Howard är barndomsvänner från Teignmouth i södra England, de flyttade alla dit som barn.
Howard spelade trummor i bandet Carnage Mayhem där 14-årige Matthew Bellamy kom att bli gitarrist och pianist. Senare splittrades bandet och det blev bara Bellamy och Howard kvar. När Chris började spela med dem bytte de namn på bandet till Rocket Baby Dolls. Deras första riktiga spelning var i en musiktävling, Battle of The Bands. Eftersom de inte ansåg sig vara tillräckligt bra musiker och de inte trodde att de skulle vinna, spelade de aggressivt och avslutade sin spelning med att slå sönder all utrustning. Men de vann och de började ta sig själva på större allvar. Efter detta bytte de namn till Muse.
Efter några svåra år lyckades Muse få ett kontrakt med Mushroom Records och släppte 1999 sitt första album Showbiz och blev strax därpå utsedda till årets nykomling av NME Awards. 2001 släppte bandet sitt andra album Origin of Symmetry med bland annat hitsingeln "Plug In Baby" och året därpå utkom bandets första livealbum Hullabaloo. Tre år senare kom albumet Absolution, och i samband med att Muse fick uppträda som huvudakt på Glastonburyfestivalen 2004 kom bandets internationella genombrott. 2006 släpptes albumet Black Holes and Revelations och året därpå livealbumet HAARP från Wembley Stadium. 2009 utkom det egenproducerade albumet The Resistance.

## Musikstil
Bandets spelstil rymmer ett brett spektrum av influenser där framför allt klassisk musik och elektronika kombineras med rock. Andra genrer som Muse använder sig av är till exempel metal, hårdrock, punk, opera, jazz, pop och R’n’B. Den klassiska musiken är influerad av Sergej Rachmaninov och Frédéric Chopin. Muse elektroniska sida hör man i bland annat Take a Bow, Map of the Problematique och Undisclosed Desires. Den sistnämnda kännetecknas också av ett påtagligt R & B-beat, precis som Supermassive Black Hole.
Den gemensamma faktorn i alla bandets låtar är att de präglas av väldigt bombastiska drag, vilket också har lett till kontrovers bland kritiker.
Matt Bellamys särpräglade röst är en viktig del av bandets sound och har gjort att han vid flera tillfällen blivit jämförd med Thom Yorke i Radiohead och Freddie Mercury från Queen, men enligt Bellamy själv är hans allra största förebild när det gäller sång Jeff Buckley. Han använder sig ofta av falsett och sjunger med häpnadsväckande långa vokaler och knappt hörbara konsonanter, vilket gör att hans uttal av texten tenderar att bli lidande. Bellamy använder även vibrato. Hans röstomfång spänner från A2 till B ♭ 4 och A5 med falsett och hans högsta uppmätta not hittills finns i slutet av låtarna Showbiz och Micro Cuts, där han träffar G # 5, något som han har överträffat live vid ett framträdande av Muscle Museum, då han nådde A#5. Några exempel på när Matthew Bellamy träffar några av sina högsta noter är när han sjunger Bliss live och när han sätter slutnoten i Take a bow och Showbiz vid liveframträdanden. Hans högsta not med bröstregistret(B ♭ 4) finns i låtarna Feeling Good, Unnatural Selection, United States of Eurasia, Futurism och Hyper Chondriac Music. Hans lägsta finns att hitta i låten Spiral Static, där han når så lågt som A2.

## Livespelningar

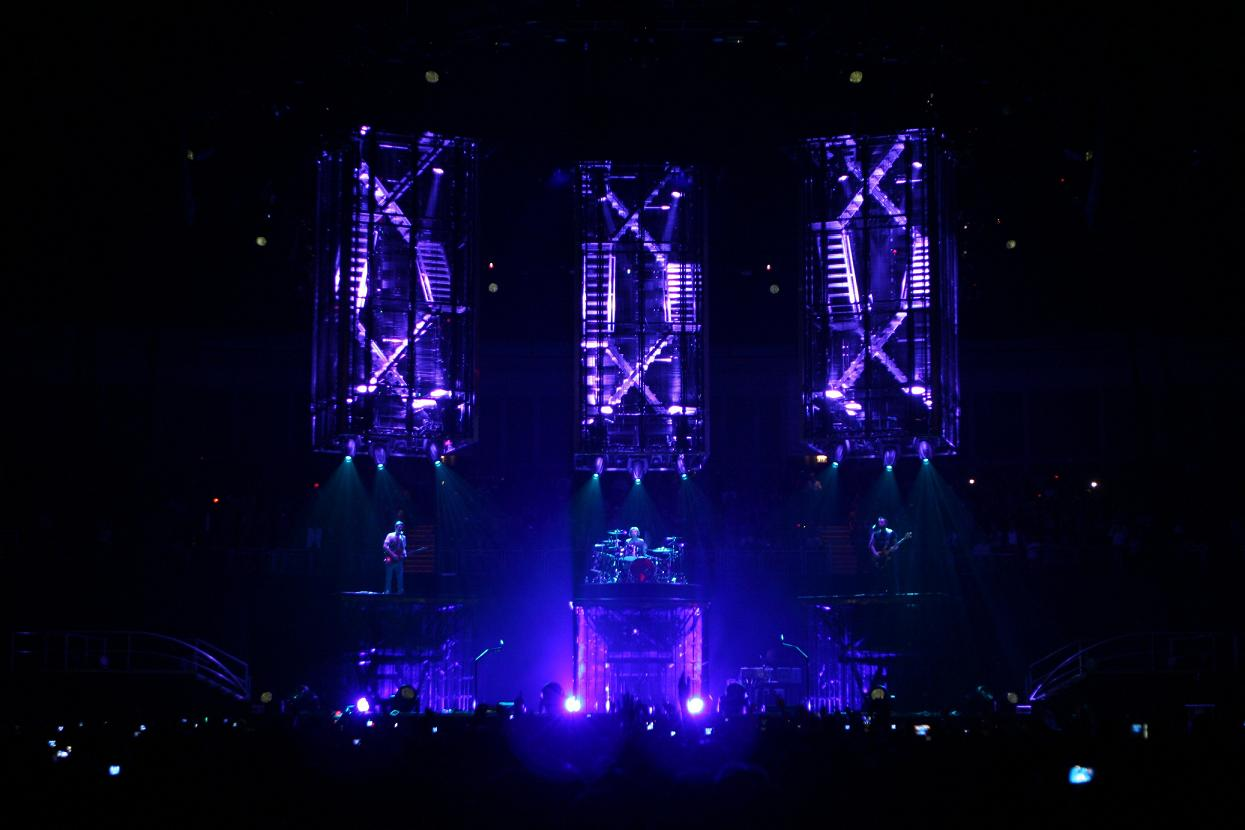
De tre tornen under en spelning 2009

Muse har gjort sig kända för att vara ett av världens främsta liveband. Konserterna är självutlämnande och fulla av sprudlande energi. Bandet har också som regel väldigt avancerade scenbyggen, vars syfte är att ge publiken en visuell upplevelse med stora bildskärmar och filmklipp. Arenadesignen för 2009 och 2010 består av tre mini-skyskrapor uppradade på scen med visuella bilder av mänskliga skepnader som vandrar uppför trappor slingrade runt tornen. Svarta skynken släpps sedan och avslöjar de tre bandmedlemmarna stående i mitten av varsin byggnad, inklusive Dominic Howard på ett roterande trumset, medan videoeffekter och närbilder av varje musiker visas på de rektangulära kuberna över och under dem. Dessa torn kan höjas och sänkas så att gitarristen och basisten har frihet att röra sig fritt på marken. 
Stadiedesignen för 2010 är deras största hittills och består av en pyramidformad scen, totalt runt 62 meter lång och 25 meter hög. Tanken med den scenen var att få hela publiken (som brukar ligga på runt 90 000 personer) att se och kunna ta del av konserten. De gigantiska filmdukarna som pryder Scenens tak får publiken längst bak att också kunna se bandet och de bombastiska ljuseffekterna och lasrarna som pågår under hela konserten. Bandet har också vid flera tillfället nämnt denna hiss som de använder i bland annat låten "Undisclosed Desires" och som tar dem ut över publiken ett flertal meter upp i luften. Denna scen har fått hyllningar runt om i världen och har sagts bli den största och mäktigaste 2010.
Muse headlinade Reading and Leeds Festivals i augusti 2011. För att fira tioårsjubileet av sitt andra studioalbum, Origin of Symmetry, spelade bandet samtliga elva låtar från början till slut. Scenen de byggde skulle skildra skivomslaget och bestod av ett flertal pelare, samt ett stort bildspel som man kan känna igen från många av de singelomslag som kom till albumet.
Sångaren Matthew Bellamy är känd för att ha ett unikt sätt att röra sig på scen och få publiken att känna sig delaktig i showen. På senare tid har han låtit publiken sjunga solo i vissa låtar, t.ex. i "Starlight", "Time Is Running Out" och "Plug In Baby". Hans sätt att röra sig under "Plug In Baby" har blivit känt som en av hans signaturrörelser. Han har också i takt med sin ändrande klädstil börjat röra sig på ett helt annat sätt. Särskilt under vissa framträdanden av "Supermassive Black Hole". Ett bra exempel på detta är när denna låt spelades på Rock in Rio 2010. Se här.
När bandet 2007 blev det första att sälja ut nybyggda Wembley Stadium och spelade inför totalt 90 000 åskådare två kvällar i rad, började de ses som ett av världens bästa liveband i allmänhetens ögon. Konserterna var oerhört påkostade med strålkastare i form av enorma satelliter och akrobater hängande från stora ballonger ovanför publiken. Världens bäst säljande veckomagasin för musik, Kerrang!, utsåg konserterna till ”den bästa någonsin” och en mängd andra kritiker på till exempel NME och Rolling Stone hyllade konserterna. Muse släppte strax därpå den andra kvällen som live-DVD under namnet H.A.A.R.P. Bandets framträdande på Wembley Stadium blev också framröstat till det bästa eventet på Wembley Stadium genom tiderna.
Den 10 och 11 september 2010 sålde Muse återigen ut Wembley Stadium två kvällar i rad. Denna spelning har hyllats av folk från hela världen. I en omröstning på bandets forum där medlemmar kan rösta fram vilken av spelningarna som var bäst, den 2007 eller 2010, har 2010 överlägset flest röster. Spelningen den 11 september har börjat anses som den bästa från Muse genom deras karriär och deras fans och kritiker verkar alla vara på samma sida. Förbanden den 10 september var The Big Pink, Lily Allen och White Rabbit. Förbanden den 11 var I Am Arrows, White Lies och Biffy Clyro. Biffy Clyros frontman, Simon Neil, har hyllat Muses spelning på Wembley och har sagt att "de gör det bättre än U2" när han gästrecenserade bandet för den brittiska musiktidningen NME.
För att kunna utvidga sitt sound till max har Muse i regel fler personer än de ursprungliga tre till hjälp vid konserter. Sedan 2006 har multiinstrumentalisten Morgan Nicholls spelat bland annat synt, bas, gitarr, trummor, xylofon och cabasa vid bandets spelningar. Dan Newell stod för trumpetsolon i låtarna Knights of Cydonia och City of Delusion under bandets Black Holes and Revelations-turné. Det händer även att Muse använder sig av en hel orkester vid speciella spelningar för att kunna återskapa ett så genuint ljud som möjligt.

## Texter och influenser
Matt Bellamy har gjort sig känd för att låta sitt intresse för rymden, konspirationsteorier och jordens undergång genomsyra bandets låttexter. Rymdtemat är påtagligt i ett flertal låtar, såsom "Sunburn", "Space Dementia", "Starlight", "Supermassive Black Hole", "Knights of Cydonia", "Exogenesis: Symphony", "Dead Star" och "Shrinking Universe", medan konspiration och teorier om samhällets uppbyggnad är centralt i bland annat "Take a Bow", "Assassin", "Exo-Politics", "Uprising", "Resistance", "United States of Eurasia", "Unnatural Selection" och "MK Ultra".
Låten "Resistance" från The Resistance är inspirerad av boken 1984 av George Orwell.
Muses låt "Hoodoo" vann 2009 priset för Lyric of the Year (årets låttext) av Q Magazine.

## Fans
Muse är kända för sina engagerade fans runt om i världen, och för fansens nästan moderliga sätt att försvara bandet. På Muses officiella forum kan man hitta en mängd trådar där det diskuteras allt från live-spelningar och låtar till bandmedlemmarna och deras privatliv. De som anser sig vara de riktiga Muse-fansen kan vara noga med att peka ut andras felaktiga uppfattningar om bandet och kan vara både defensiva och offensiva när någon inte visar samtycke.
När Muses låt Supermassive Black Hole från det fjärde studioalbumet Black Holes and Revelations medverkade i filmen Twilight, tillkom en grupp av fans till bandet och det började göras en stor mängd fanvideor som innehöll klipp från Twilightfilmen och olika låtar av Muse. Detta var början av ett s.k internetkrig mellan Twilightfansen och Musefansen och det har lett till en del konflikter. 
Fansens extrema engagemang när det gäller priser är inget som går att undgå. På NME.com finns det ett stort antal röstningar inom olika kategorier inom musiken, där de som går in och röstar bestämmer vem/vilka/vad som vinner vad. Matt Bellamy vann 2007 priset för Sexiest male på den årliga galan NME Awards i London och återigen 2009. Musefansen anses ha “riggat” tävlingen och när Matt Bellamy blev intervjuad vid galan 2009 sade han att han tror att deras fans har röstat “mer än en gång”. 2010 var både Bellamy och Howard nominerade i kategorin, och detta skapade en fejd på deras officiella forum. Det uppstod team på forumet, “Team Matt” och “Team Dom”, där fans bråkade om vem som förtjänade att vinna mest och varför. Bellamy och Howard låg 1:a och 2:a hela tävlingen och gick om varandra hela tiden, men till slut vann Matt Bellamy och på galan sade han att de hade "väldigt galna fans" och att de visste om att det hade funnits team på forumet. se här.
På forumet finns också något som kallas för “PMT”, “PDT” och “PCT”, detta är trådar som står för Pornogenic Matt thread, Pornogenic Dom thread och Pornogenic Chris thread. Här lägger kvinnliga och manliga fans upp tusentals bilder på medlemmarna i bandet och skriver om hur bra de ser ut. Trådarna har sedan ändrat riktning till att handla om ett antal andra saker, som ibland kan anses som olämpligt. Den populäraste och mest kända tråden är “PMT”, där de mest besatta fansen tycks hålla till.
Det gjordes en undersökning om fans över hela världen och detta var resultatet: “Muse fans are the most obsessive out of any other rock band”.
När Muses nya låt Neutron Star Collision (Love if Forever) skulle spelas första gången någonsin på Dj:n Zane Lowes radioprogram, sa Lowe att Musefansen är de bästa och mest engagerade i musikvärlden och att Muses forum, hemsida och en fansite som heter Muselive.com hade kraschat p.g.a. alla fans som samtidigt ville skriva om detta evenemang. Forumet var överbelastat fram tills nästa eftermiddag.
På Muses konserter kan man se att många fans ofta har på sig och tar med sig samma saker. Innan Muses senaste stadiespelningar på Wembley Stadium skapades en grupp på facebook där man bestämde att ta med sig uppblåsbara alienfigurer och vifta med dessa i luften under Exogenesis: Symphony Part I (Overture). Man kan också ofta se blinkande blå glasögon, t-shirts och lysrör i publiken. Om man inte är ett Muse-fan kan man oftast inte förstå varför fansen gör sådant här.
Muse-fansen har också ofta utsetts som de gladaste fansen och de som skapar mest kontakter med andra fans på hemsidor och forum.

## Medlemmar
Nuvarande medlemmar
- Matthew Bellamy – sång, gitarr, piano
- Christopher Wolstenholme – basgitarr, bakgrundssång
- Dominic Howard – trummor, slagverk

Turnerande medlemmar
- Morgan Nicholls – gitarr, keyboard, synthesizer, sampler, basgitarr (2004, 2006–)
- Dan "The Trumpet Man" Newell – trumpet (2006–2008)
- Alessandro Cortini – keyboard, synthesizer (2009)

## Diskografi

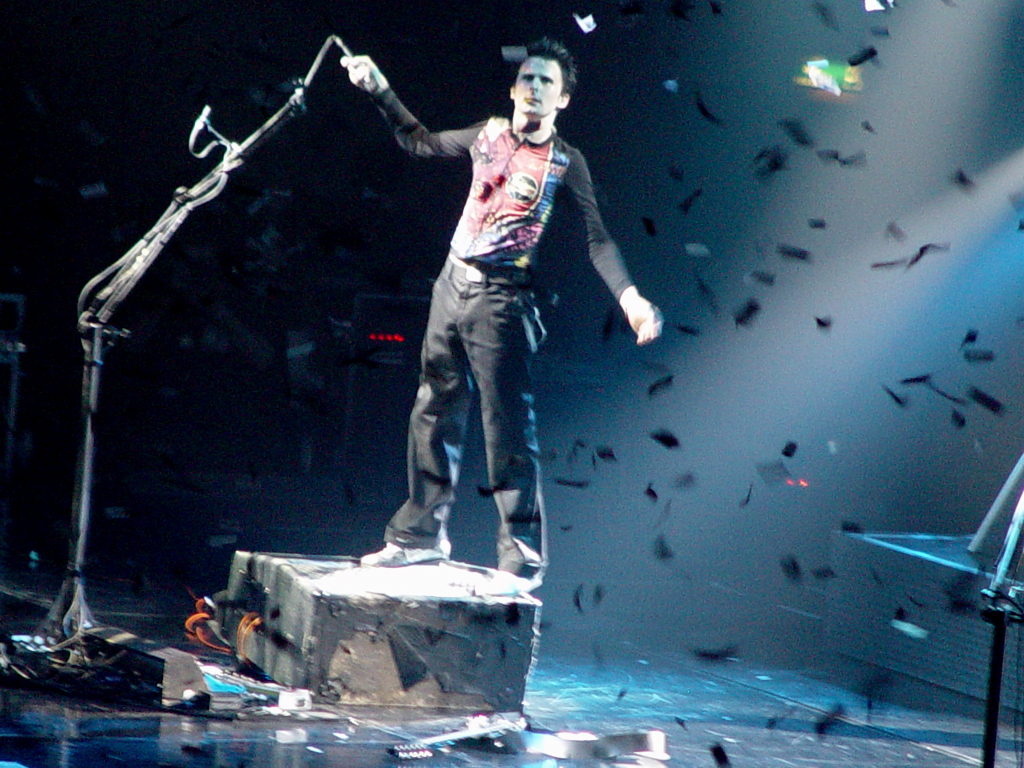
Matthew Bellamy med Muse under en konsert i Cardiff 2003.

### Studioalbum
- Showbiz (1999, Taste/Mushroom Records)
- Origin of Symmetry (2001, Taste/Mushroom Records)
- Absolution (2003, Taste/East West Records)
- Black Holes and Revelations (2006, Helium 3)
- The Resistance (2009, Helium 3)
- The 2nd Law (2012, Helium 3)
- Drones (2015, Helium 3)
- Simulation Theory (2018, Helium 3)
- Will of the People (2022)

### Livealbum
- H.A.A.R.P (2008, Helium 3)
- Absolution Tour (2005, Warner)

### Samlingsalbum
- Hullabaloo (2002, Taste/Mushroom Records)

### Singlar
- "Uno" (1999)
- "Cave" (1999)
- "Muscle Museum" (1999)
- "Sunburn" (2000)
- "Unintended" (2000)
- "Plug In Baby" (2001)
- "New Born" (2001)
- "Bliss" (2001)
- "Hyper Music/Feeling Good" (2001)
- "Dead Star/In Your World" (2002)
- "Stockholm Syndrome" (2003)
- "Time Is Running Out" (2003)
- "Hysteria" (2003)
- "Sing for Absolution" (2004)
- "Apocalypse Please" (2004)
- "Butterflies and Hurricanes" (2004)
- "Supermassive Black Hole" (2006)
- "Starlight" (2006)
- "Knights of Cydonia" (2006)
- "Invincible" (2007)
- "Map of the Problematique" (2007)
- "Uprising" (2009)
- "Undisclosed Desires" (2009)
- "Resistance" (2010)
- "Exogenesis Symphony" (2010) (USA-exklusiv för Record Store Day)
- "Neutron Star Collision (Love Is Forever)" (2010)
- "Survival" (2012)
- "Madness" (2012)
- "Panic Station" (2013)
- "Psycho" (2015)
- "Dead Inside" (2015)